# Tony Gonzales
Ernest Anthony "Tony" Gonzales II, född 10 oktober 1980, är en amerikansk politiker (republikan). Han är ledamot av USA:s representanthus sedan 2021.
Gonzales besegrade demokraten Gina Ortiz Jones och libertarianen Beto Villela i kongressvalet 2020. Gonzales fick 50,6 procent av rösterna mot 46,6 procent för Ortiz Jones och 2,8 procent för Villela. I republikanernas primärval hade Gonzales besegrat Raul Reyes Jr. med 50,1 procent mot 49,9 procent av rösterna för Reyes.